# Plundring

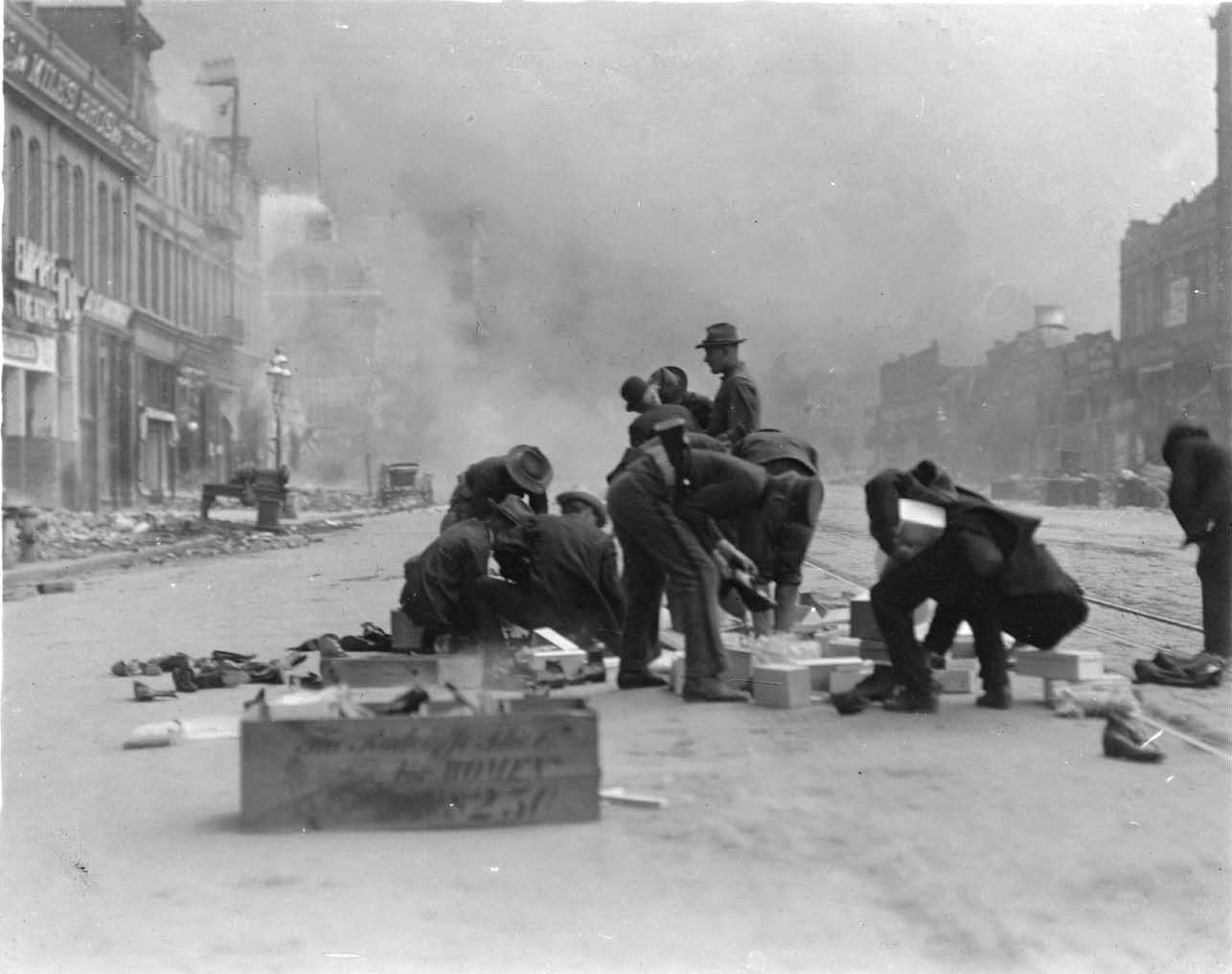
Soldater som plundrar skor under San Francisco-branden efter jordbävningen 1906.

Oljemålning plundringen, detalj (1600-tal)

Plundring är omfattande stölder som utförs när allmän ordning upphört att gälla, vid upplopp, krig, naturkatastrof, terroristattacker eller liknande kriser. Termen betecknade ursprungligen plundringen av städer under rådande krig, inte bara av soldater utan även den civila befolkningen.
Sjöröveri är en form av plundring som sker på öppna haven.
Myndigheternas oförmåga att skydda befolkningen mot plundring kan ha många orsaker. Det kan bero på att myndigheterna är lamslagna, speciellt efter större naturkatastrofer eller terroristattacker. Det kan också vara så att befolkningen inte kan kontakta myndigheterna för att få hjälp på grund av trasiga telefonledningar eller dylikt. Särskilt under naturkatastrofer kan människor tvingas att ta det som inte är deras för att kunna överleva. Den korrekta responsen på denna sistnämnda sortens plundring är ett dilemma för myndigheter.

## Exempel på plundringar i historien
Utan närvaron av poliser eller andra reglerande styrkor uppstår plundring nästan alltid vid naturkatastrofer eller krissituationer. Några exempel:
- efter kejsaren Valentinianus III:s död 455, intog och plundrade Vandalerna staden Rom.
- romanen Krig och fred skildrar bl.a. hur Moskva plundras av sina invånare innan Napoleons styrkor intog staden 1812.